# Pauwenveer

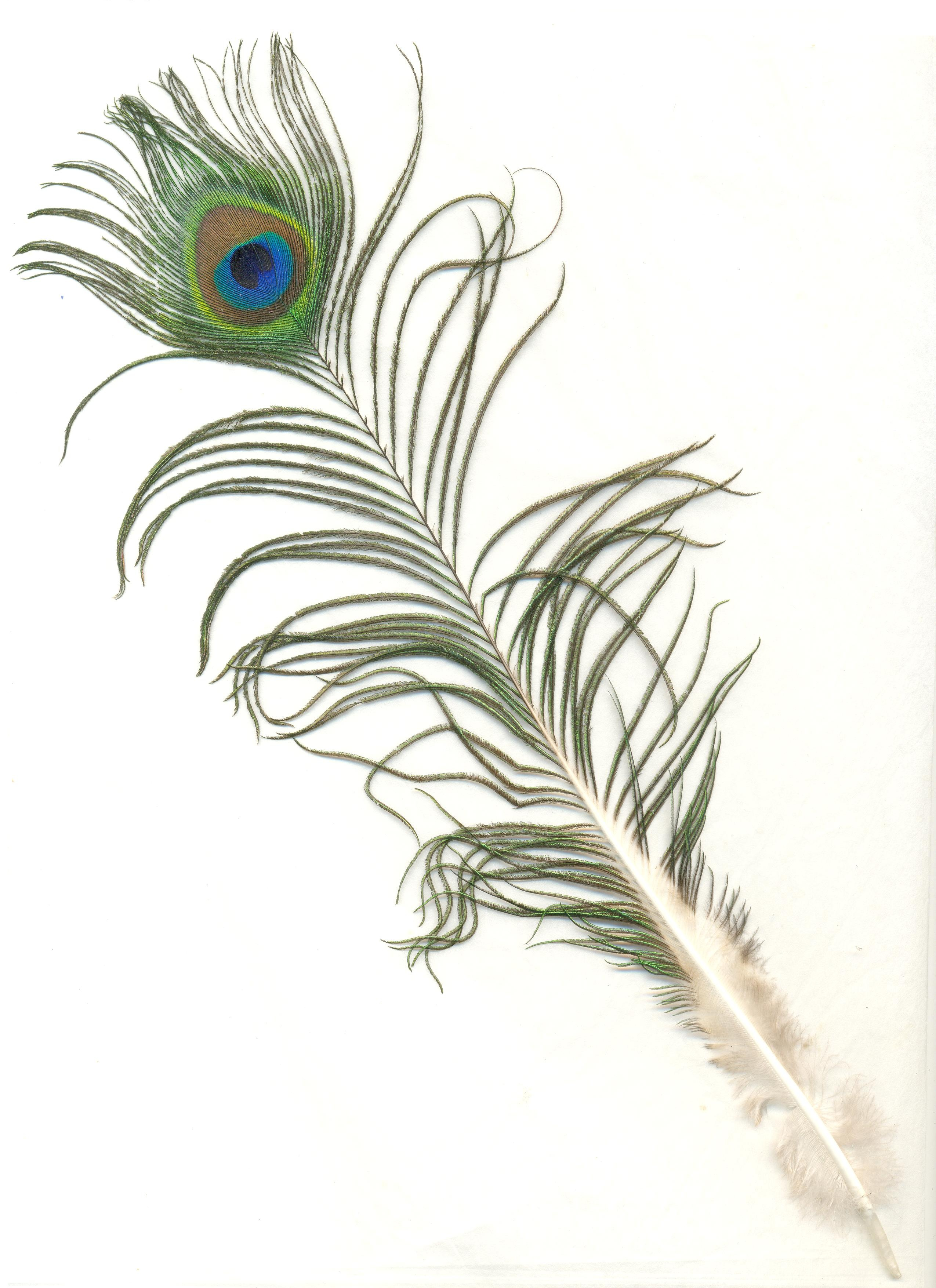
Een staartveer van de mannelijke pauw.

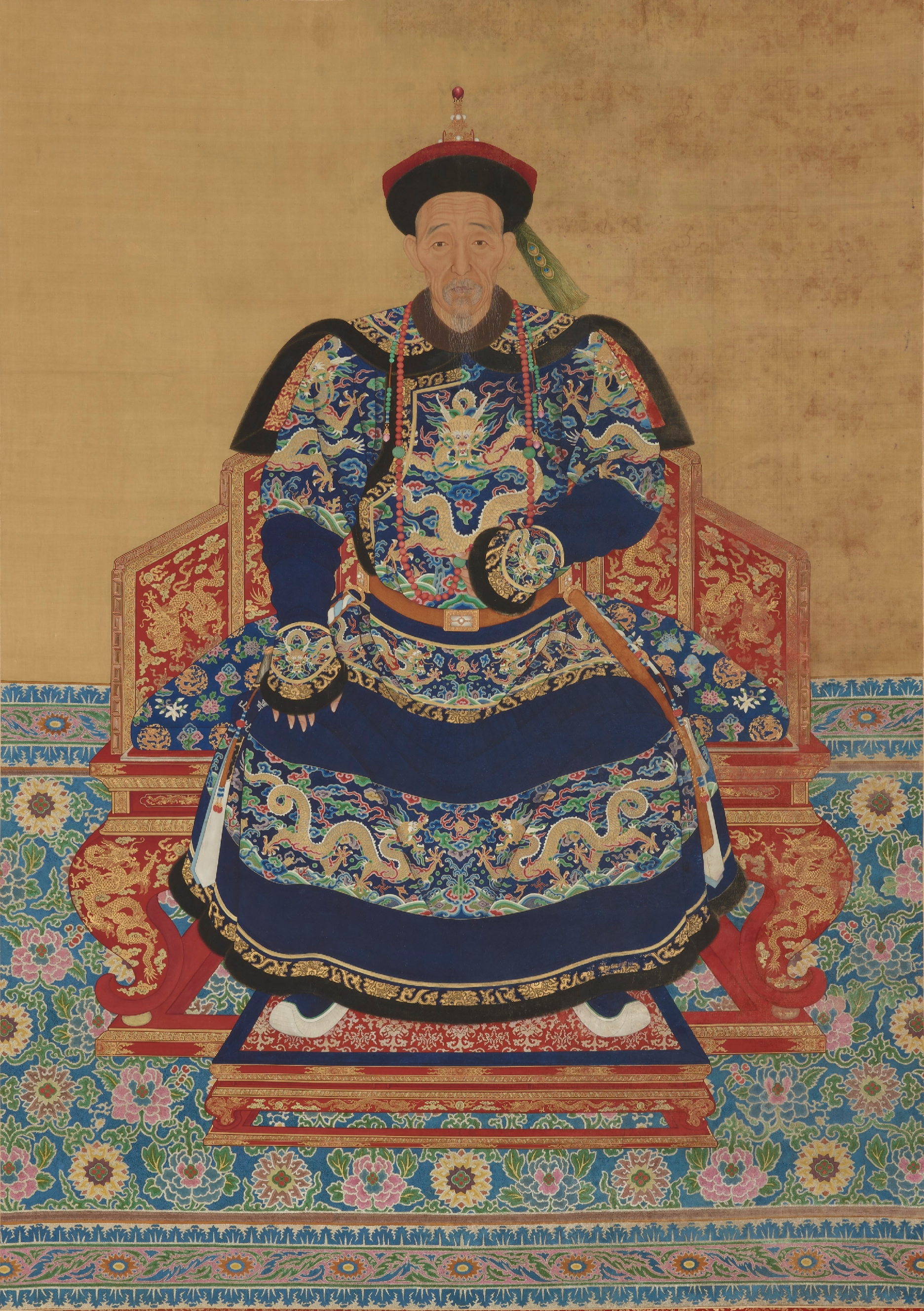
Boggoda met driedubbele pauwenveer.

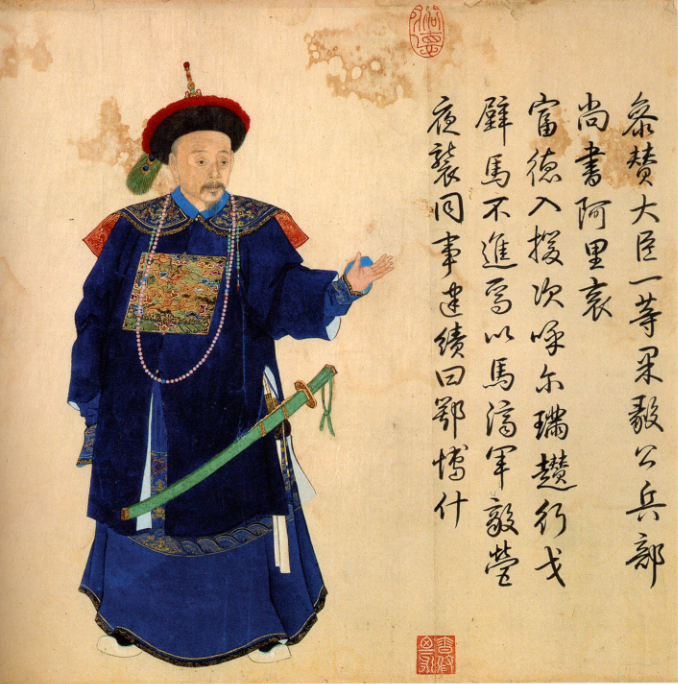
Arigun met een dubbele pauwenveer.

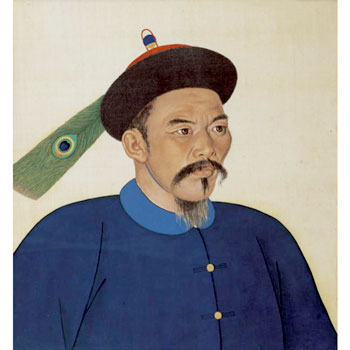
Dalhan met een enkele pauwenveer.

De pauwenveer, ofwel de staartveer van de pauwenhaan, is zeer decoratief. Ze wordt al sinds eeuwen in de kunst afgebeeld en als versiering gebruikt. In de jugendstil / art nouveau werden de iriserende veren vaak afgebeeld, als ornament gebruikt of in vazen geschikt in het interieur opgesteld. De veren hebben een karakteristiek oog aan het uiteinde van de veer. Een pauwenhaan heeft gemiddeld 150 staartveren.

## Pauwenveren als onderscheiding
Een pauwenveer, de "K'ung Ch'ueh Ling", die op de hoed mocht worden gedragen was een hoge onderscheiding van de Chinese keizers. Deze lange staartveren van de pauwenhaan werden in de Verboden Stad in Peking in drie versies, driedubbel, dubbel en enkel, verleend. Het ging eerder om een privilege dan een ridderorde in de Europese zin van het woord. In het keizerrijk Mantsjoekwo werd de pauwenveer wederom als onderscheiding verleend. Een vergelijkbaar privilege was het jaloers bewaakte recht om een justaucorps, een geborduurd vest, te dragen aan het hof van Versailles.
De pauwenveer werd ook aan buitenlanders toegekend. De Schotse huisleraar van de laatste Chinese keizer uit het Huis der Chin werd in Chinees kostuum met een pauwenveer op de hoed gefotografeerd.

### Driedubbele Pauwenveer
San Hen Hua Ling (De Driedubbele Pauwenveer) was een onderscheiding voor de keizerlijke prinsen of "Huang Tzu" van de eerste zes rangen en de daarvoor uitverkoren militairen en ambtenaren.
- 1e Rang, "Ho Shê Ch'in Wang" of "Ho Shê Pei Lê", Deze zonen van een keizerin waren Prinsen van den Bloede van de Eerste Rang, droegen de titel "Keizerlijke Hoogheid" en bezaten een apanage of "hao" waarvan de naam deel van de titel werd.  Na hun dood kregen deze prinsen een "shi" oftewel een postume titel waaronder zij als voorouder werden vereerd door hun nageslacht.
- 2e Rang, To Lo Chün Wang of "Ho Shê To Lo Pei Lê", een "Prins van de Gift" want Dolo of "To Lo" betekent gift. Deze zonen van een concubine waren Prinsen van den Bloede van de Tweede Rang, droegen de titel "Keizerlijke Hoogheid" en bezaten een apanage of "hao" waarvan de naam deel van de titel werd.  Na hun dood kregen deze prinsen een "shi" oftewel een postume titel waaronder zij als voorouder werden vereerd door hun nageslacht.
- 3e Rang, To Lo Pei Lê: Deze zoon van een keizer was Prins van den Bloede van de Derde Rang, droeg de titel "Hoogheid".
- 4e Rang, Ku Shan Pei Tzu: Deze zoon van een keizer was "Prins van de Banier" was Prins van den Bloede van de Vierde Rang, droeg de titel "Hoogheid".
- 5e Rang, Ên Chên Kuo Kung: Deze zoon van een keizer was "Verdedigend Hertog". was Prins van den Bloede van de Vijfde Rang, droeg de titel "Hoogheid".
- 6e Rang, Fêng Ên Fu Kuo Kung: Deze zoon van een keizer was "Standvastig Hertog" was Prins van den Bloede van de Vijfde Rang, droeg de titel "Hoogheid".

### Dubbele Pauwenveer
Shuang Yen Hua Ling (De Dubbele Pauwenveer) was een onderscheiding voor verdienste.

### Enkele Pauwenveer
Tan Yen Hua Ling (De Pauwenveer met het Ene Oog) was een onderscheiding voor verdienste maar men kon het voorrecht om deze pauwenveer te mogen dragen ook kopen.

## Blauwe Pluim
Verwant aan de exclusieve pauwenveer was de Lan Ling of Blauwe Pluim.
De Blauwe Pluim werd toegekend aan verdienstelijke militairen in de Keizerlijke Garde en ambtenaren beneden de zesde rang in de streng georganiseerde ambtelijke hiërarchie van de Chinese staat.